# Chrono des Nations
Der Chrono des Nations (bis 2005 Chrono des Herbiers) ist ein französisches Einzelzeitfahren für Radrennfahrer in Les Herbiers. Das Rennen ist in die Kategorien Juniorinnen, Junioren, U23, Elite Frauen und Elite Männer eingeteilt. Seit 2005 zählt das Rennen der Männer zur UCI Europe Tour und ist in die Kategorie 1.1 eingestuft.
In Anlehnung an den seit 2004 nicht mehr ausgetragenen Grand Prix des Nations wurde das Zeitfahren zur Ausgabe im Jahr 2006 in Chrono des Nations umbenannt.

## Palmarès

### Elite Männer
| Jahr                | Sieger               | Zweiter                        | Dritter                        |
| ------------------- | -------------------- | ------------------------------ | ------------------------------ |
| Chrono des Herbiers |                      |                                |                                |
| 1982                | Gary Dowdell         | Håkan Jensen                   | Patrice Esnault                |
| 1983                | Dave Akam            | Patrice Esnault                | Bruno Cornillet                |
| 1984                | Patrice Esnault      | Éric Dudoit                    | Philippe Glowacz               |
| 1985                | Bernard Richard      | Claude Séguy                   | Paul Quentel                   |
| 1986                | Franck Petiteau      | Laurent Bezault                | Pascal Lance                   |
| 1987                | Pascal Lance         | Franck Petiteau                | Armand de Las Cuevas           |
| 1988                | Pascal Lance         | Thomas Hartmann                | Philippe Bouvatier             |
| 1989                | Marko Jeletich       | Bernard Richard                | Thierry Dupuy                  |
| 1990                | Jan Karlsson         | Francis Moreau                 | Michael Rich                   |
| 1991                | Jan Karlsson         | Thierry Marie                  | Hervé Garel                    |
| 1992                | Artūras Kasputis     | Marek Leśniewski               | Jan Karlsson                   |
| 1993                | Chris Boardman       | Pascal Lance                   | Eddy Seigneur                  |
| 1994                | Pascal Lance         | Thierry Marie                  | Jan Karlsson                   |
| 1995                | Jan Karlsson         | Bert Roesems                   | Andreas Walzer                 |
| 1995 (2)            | Pascal Lance         | Marek Leśniewski               | Nicolas Aubier                 |
| 1996                | Chris Boardman       | Laurent Brochard               | Neil Stephens                  |
| 1997                | Serhij Hontschar     | Tony Rominger                  | Francisque Teyssier            |
| 1998                | Serhij Hontschar     | Gilles Maignan                 | Francisque Teyssier            |
| 1999                | Serhij Hontschar     | Gilles Maignan                 | Christophe Moreau              |
| 2000                | Jean Nuttli          | Serhij Hontschar               | László Bodrogi                 |
| 2001                | Jean Nuttli          | László Bodrogi                 | Serhij Hontschar               |
| 2002                | Michael Rich         | Fabian Cancellara              | Bert Roesems                   |
| 2003                | Michael Rich         | Bert Roesems                   | Uwe Peschel                    |
| 2004                | Bert Roesems         | Wladimir Nikolajewitsch Gussew | Sebastian Lang                 |
| 2005                | Ondřej Sosenka       | Michael Rogers                 | Wladimir Nikolajewitsch Gussew |
| Chrono des Nations  |                      |                                |                                |
| 2006                | Raivis Belohvoščiks  | Brian Vandborg                 | Matti Helminen                 |
| 2007                | László Bodrogi       | Raivis Belohvoščiks            | Stef Clement                   |
| 2008                | Stef Clement         | Manuel Quinziato               | Raivis Belohvoščiks            |
| 2009                | Alekszandr Vinokurov | Jean-Christophe Péraud         | Юрій Кривцов                   |
| 2010                | David Millar         | Edvald Boasson Hagen           | Lieuwe Westra                  |
| 2011                | Tony Martin          | Gustav Larsson                 | Alex Dowsett                   |
| 2012                | Tony Martin          | Sylvain Chavanel               | Taylor Phinney                 |
| 2013                | Tony Martin          | Gustav Larsson                 | Sylvain Chavanel               |
| 2014                | Sylvain Chavanel     | Jérémy Roy                     | Reidar Bohlin Borgersen        |
| 2015                | Wassil Kiryjenka     | Marcin Białobłocki             | Johan Le Bon                   |
| 2016                | Wassil Kiryjenka     | Jonathan Castroviejo           | Martin Toft Madsen             |
| 2017                | Martin Toft Madsen   | Mikkel Bjerg                   | Jonathan Castroviejo           |
| 2018                | Martin Toft Madsen   | Mikkel Bjerg                   | Stéphane Rossetto              |
| 2019                | Jos van Emden        | Filippo Ganna                  | Primož Roglič                  |
| 2021                | Stefan Küng          | Martin Toft Madsen             | Alessandro De Marchi           |
| 2022                | Stefan Küng          | Tobias Foss                    | Matteo Sobrero                 |
| 2023                | Joshua Tarling       | Remco Evenepoel                | Stefan Bissegger               |
| 2024                | Stefan Küng          | Jay Vine                       | Johan Price-Pejtersen          |
| 2025                |                      |                                |                                |

### Elite Frauen
| Jahr                                   | Siegerin               | Zweite                    | Dritte                        |          |
| -------------------------------------- | ---------------------- | ------------------------- | ----------------------------- | -------- |
| Chrono des Nations                     |                        |                           |                               |          |
| 1987                                   | Jeannie Longo-Ciprelli | Cécile Odin               | Roberta Bonanomi              |          |
| 1988                                   | Maria Canins           | Cécile Odin               | Annie Rebière                 |          |
| 1989                                   | Maria Canins           | Nathalie Six              | Fiona Madden                  |          |
| 1990                                   | Astrid Schop           | Fiona Madden              | Leontien Zijlaard-van Moorsel |          |
| 1991                                   | Nathalie Gendron       | Astrid Schop              | Laurence Leboucher            |          |
| 1992                                   | Jeannie Longo-Ciprelli | Barbara Ganz              | Luzia Zberg                   |          |
| 1993                                   | Roselyne Riou          | Georgina Pechard          | Margareth Castel-Heurtaux     |          |
| 1994                                   | Marion Clignet         | Roselyne Riou             | Maryline Salvetat             |          |
| 1995                                   | Jeannie Longo-Ciprelli | Roselyne Riou             | Chrystèle Richard             |          |
| 1996                                   | Chrystèle Richard      | Maryline Salvetat         | Françoise Leprod'homme        |          |
| 1997                                   | Sülfija Sabirowa       | Maryline Salvetat         | Roselyne Riou                 |          |
| 1998                                   | Sülfija Sabirowa       | Géraldine Jehl-Loewenguth | Florence Marrens              |          |
| 1999                                   | Sülfija Sabirowa       | Géraldine Jehl-Loewenguth | Walentina Polchanowa          |          |
| 2000                                   | Jeannie Longo-Ciprelli | Géraldine Jehl-Loewenguth | Maryline Salvetat             |          |
| 2001                                   | Edwige Pitel           | Blandine Camus            | Élodie Touffet                |          |
| 2002                                   | Sülfija Sabirowa       | Jeannie Longo-Ciprelli    | Cathy Moncassin               |          |
| 2003                                   | Margaret Hemsley       | Joane Somarriba           | Kathy Watt                    |          |
| 2004                                   | Edwige Pitel           | Kathy Watt                | Sülfija Sabirowa              |          |
| 2005                                   | Edwige Pitel           | Priska Doppmann           | Marina Jaunâtre               |          |
| Chrono des Nations Les Herbiers Vendée |                        |                           |                               |          |
| 2006                                   | Priska Doppmann        | Sülfija Sabirowa          | Marina Jaunâtre               |          |
| 2007                                   | Susanne Ljungskog      | Bridie O’Donnell          | Priska Doppmann               |          |
| 2008                                   | Susanne Ljungskog      | Jeannie Longo-Ciprelli    | Charlotte Becker              |          |
| Chrono des Nations                     |                        |                           |                               |          |
| 2009                                   | Jeannie Longo-Ciprelli | Trine Schmidt             | Julia Shaw                    |          |
| 2010                                   | Jeannie Longo-Ciprelli | Amber Neben               | Edwige Pitel                  |          |
| 2011                                   | Amber Neben            | Kristin Armstrong         | Olga Sabelinskaja             |          |
| 2012                                   | Amber Neben            | Alison Tetrick            | Edwige Pitel                  |          |
| 2013                                   | Hanna Solowej          | Alison Tetrick            | Elisa Longo Borghini          |          |
| 2014                                   | Hanna Solowej          | Alison Tetrick            | Mélodie Lesueur               |          |
| 2015                                   | Tatjana Antoschina     | Hanna Solowej             | Ann-Sophie Duyck              |          |
| 2016                                   | Ann-Sophie Duyck       | Hayley Simmonds           | Lotta Lepistö                 |          |
| 2017                                   | Audrey Cordon-Ragot    | Ann-Sophie Duyck          | Hayley Simmonds               |          |
| 2018                                   | Olga Sabelinskaja      | Emma Norsgaard            | Audrey Cordon-Ragot           |          |
| 2019                                   | Leah Thomas            | Vita Heine                | Emma Norsgaard                |          |
| 2020                                   | abgesagt               | abgesagt                  | abgesagt                      | abgesagt |
| 2021                                   | Marlen Reusser         | Anna Kiesenhofer          | Mieke Kröger                  |          |
| 2022                                   | Ellen van Dijk         | Walerija Kononenko        | Amber Neben                   |          |
| 2023                                   | Anna Kiesenhofer       | Christina Schweinberger   | Walerija Kononenko            |          |
| 2024                                   | Grace Brown            | Vittoria Guazzini         | Anna Kiesenhofer              |          |
| 2025                                   |                        |                           |                               |          |

### U23
| Jahr | Sieger                   | Zweiter               | Dritter            |
| ---- | ------------------------ | --------------------- | ------------------ |
| 1993 | Sébastien Noel           | Samuel Renaux         | Roman Krilow       |
| 1994 | Sébastien Noel           | Samuel Renaux         | Gilles Rouyau      |
| 1995 | Anthony Morin            | Guillaume Auger       | Damien Nazon       |
| 1996 | Florent Brard            | László Bodrogi        | Christophe Barbier |
| 1997 | Guillaume Auger          | László Bodrogi        | Stephano Panetta   |
| 1998 | Oleg Schukow             | László Bodrogi        | Florent Brard      |
| 1999 | Jurij Krywzow            | Christian Poos        | Eric Trokimo       |
| 2000 | Niels Brouzes            | Jurij Krywzow         | Mariusz Witecki    |
| 2001 | Jurij Krywzow            | Xavier Pache          | David Le Lay       |
| 2002 | Gianluca Moi             | Jochen Rochau         | Damien Monier      |
| 2003 | Damien Monier            | Emilien-Benoît Bergès | Jean Zen           |
| 2004 | Olivier Kaisen           | Florian Morizot       | Nicolas Rousseau   |
| 2005 | Dimitri Champion         | Michael Muck          | Nicolas Baldo      |
| 2006 | Dominique Cornu          | Yoann Offredo         | Yann Moritz        |
| 2007 | Michael Færk Christensen | Yoann Offredo         | Alexandre Roux     |
| 2008 | Julien Fouchard          | Fabien Taillefer      | Daniel Kreutzfeldt |
| 2009 | Romain Lemarchand        | Étienne Pieret        | Nicolas Boisson    |
| 2010 | Alex Dowsett             | Romain Bacon          | Nicolas Bonnet     |
| 2011 | Yoann Paillot            | Erwan Téguel          | Pierre Lebreton    |
| 2012 | Yoann Paillot            | Joseph Perret         | Alexis Guérin      |
| 2013 | Ryan Mullen              | Bruno Armirail        | Alexis Guérin      |
| 2014 | Alexis Dulin             | Rémi Cavagna          | Edmund Bradbury    |
| 2015 | Truls Engen Korsæth      | Julian Braun          | Louis Pijourlet    |
| 2016 | Louis Louvet             | Maxime Roger          | Louis Pijourlet    |
| 2017 | Mathias Norsgaard        | Christoffer Lisson    | Louis Louvet       |
| 2018 | Mathias Norsgaard        | Alexys Brunel         | Matt Longworthy    |
| 2019 | Jasper De Plus           | Mathias Norsgaard     | Clément Davy       |

### Junioren
| Jahr | Sieger             | Zweiter                 | Dritter           |
| ---- | ------------------ | ----------------------- | ----------------- |
| 1997 | Fabrice Salanson   | Anthony Michelet        | Sandy Casar       |
| 1998 | Eric Trokimo       | Anthony Geslin          | Guillaume Dreux   |
| 1999 | Hedson Mathieu     | Ludovic Lanceleur       | Niels Brouzes     |
| 2000 | Nicolas Rousseau   | Charly Carlier          | Alexandre Pichot  |
| 2001 | Nicolas Rousseau   | Olivier Kaisen          | Thierry Hupond    |
| 2002 | Sébastien Coeffier | Romain Feillu           | Sébastien Turgot  |
| 2003 | Damien Gaudin      | Anthony Martin          | Dmytryj Krywzow   |
| 2004 | Alexandre Binet    | Anthony Martin          | Damien Gaudin     |
| 2005 | Sébastien Ivars    | Tony Gallopin           | Stéphane Rossetto |
| 2006 | Tony Gallopin      | Étienne Pieret          | Yann Moritz       |
| 2007 | Fabien Taillefer   | Romain Bacon            | Aurélien Corbin   |
| 2008 | Romain Bacon       | Kévin Labèque           | Adrien Petit      |
| 2009 | Anthony Saux       | Yoann Paillot           | Jimmy Turgis      |
| 2010 | Alliaume Leblond   | Jeoffrey Betouigt-Suire | Pierre Almeida    |
| 2011 | Paul Moerland      | Guillaume Thévenot      | Thomas Bourreau   |
| 2012 | Ryan Mullen        | David Michaud           | Maxime Piveteau   |
| 2013 | Igor Decraene      | Elie Gesbert            | Martin Palm       |
| 2014 | Filippo Ganna      | Thomas Denis            | Martin Palm       |
| 2015 | Nazar Lahodych     | Julien Souton           | Thomas Denis      |
| 2016 | Alexys Brunel      | Sébastien Grignard      | Émilien Jeannière |
| 2017 | Sébastien Grignard | Antoine Raugel          | Thomas Delphis    |
| 2018 | Remco Evenepoel    | Donovan Grandin         | Joshua Sandman    |
| 2019 | Hugo Page          | Joris Kroon             | Alex Baudin       |

### Juniorinnen
| Jahr | Siegerin               | Zweite             | Dritte               |
| ---- | ---------------------- | ------------------ | -------------------- |
| 2009 | Pauline Ferrand-Prévot | Aude Biannic       | Alexia Muffat        |
| 2010 | Hanna Solowej          | Alexia Muffat      | Mathilde Favre       |
| 2011 | Pauliena Rooijakkers   | Mathilde Favre     | Eugénie Duval        |
| 2012 | Manon Bourdiaux        | Xenija Dobrynina   | Marine Strappazon    |
| 2013 | Séverine Eraud         | Fanny Zambon       | Olena Demydowa       |
| 2014 | Marion Borras          | Greta Richioud     | Fanny Zambon         |
| 2015 | Marion Borras          | Henrietta Colborne | Typhaine Laurance    |
| 2016 | Dorine Granade         | Lisa Morzenti      | Clara Copponi        |
| 2017 | Marie Le Net           | Dorine Granade     | Alana Castrique      |
| 2018 | Rozemarijn Ammerlaan   | Zoé Delachaux      | Maryanne Hinault     |
| 2019 | Maeva Squiban          | Floriane Huet      | Glorija van Mechelen |